# Combat d'Ancenis
Chouannerie
Batailles
- 1er Vannes
- Fouesnant
- Scrignac
- Lannion
- Pontrieux
- Bourgneuf-la-Forêt
- Plumelec
- Savenay
- Loiré
- Ancenis
- 2e Vannes
- Pluméliau
- Pontivy
- 1er La Roche-Bernard
- 1er Rochefort-en-Terre
- Pacé
- Guérande
- Fleurigné
- Fougères
- Vitré
- Mané-Corohan
- Plabennec
- Saint-Pol-de-Léon
- Kerguidu
- Lamballe
- Saint-Perreux
- 2e Rochefort-en-Terre
- 2e La Roche-Bernard

La combat d'Ancenis se déroula à la suite d'une révolte paysanne contre la levée en masse lors de la Pré-Chouannerie.

## Prélude
Le 10 mars 1793 les paysans et les mineurs se révoltent contre la levée en masse. L'insurrection est massive dans la Loire-Inférieure où la quasi-totalité des paroisses entrent en rébellion.
Une centaine de paysans s'emparent en premier lieu du bourg patriote de Saint-Mars-la-Jaille où un commissaire, Mathurin Terrier, est capturé et blessé par la foule. Dès lors l'insurrection s'étend, le lendemain les insurgés menés par René Gourdon, un ancien soldat de l'armée royale, se rassemblent à La Rouxière, et de là, au nombre de plusieurs milliers, marchent sur Varades. Les gardes nationaux locaux tentent de défendre la place mais ils sont rapidement mis en fuite laissant un tué sur à la tour de la Verrerie et abandonnant leur canon aux insurgés qui s'emparent de la petite ville.
Les paysans sont ensuite renforcés par les mineurs qui auparavant s'étaient rendus maîtres de Montrelais. Les insurgés marchent ensuite sur Montrelais, puis sur Saint-Herblon, où la demeure du prêtre constitutionnel est pillée, avec l'intention d'attaquer Ancenis, au passage de plus en plus d'hommes rejoignent la troupe des révoltés. Ces derniers s'emparent du bourg patriote de Mésanger qui est livré au pillage, un médecin est tué, d'autres patriotes sont blessés. Cependant des paysans rencontrent Blondin d'Esigny, ce dernier étant un ancien officier, ils décident de le mettre à leur tête pour prendre Ancenis, au grand dam de Gourdon.

## Le combat
Le 13 mars, les paysans et les mineurs, au nombre de 4 000 à 5 000, avec 1 canon, 8 tambours et un drapeau rouge pris aux gardes nationaux de Varades, se présentent devant Ancenis défendue par les gardes nationaux et des habitants de la ville dirigés par l'administrateur Gaudin. Un messager, Michel Vénard, se présente alors aux autorités de la ville porteur d'une lettre contenant les revendications des insurgés qui réclament : la fin de la conscription militaire, le retour des prêtres réfractaires, une baisse des impôts mobiliers, la restitution des armes saisies, une livraison de pain et quelques autres mesures économiques. Les Républicains refusent et gardent prisonnier le messager.
Les insurgés passent alors à l'attaque au nord de la ville, les gardes nationaux se replient alors à l'intérieur de la ville où ils luttent plus efficacement. Après 5 heures de combat, les insurgés abandonnent la partie et se replient. Les combats ont fait 12 morts du côté des révoltés et 2 morts du côté des Républicains.